# Poligàmia
La poligàmia (del grec, 'molts matrimonis') en el món animal és la relació en què els animals mantenen més d'un vincle sexual durant el període de reproducció i criança. En els humans, és un tipus de relació amorosa i sexual entre més de dues persones, per un període significatiu de temps o per tota la vida. En canvi, la monogàmia és un tipus de relació exclusiva entre dues persones.
En certes religions o tradicions, algunes formes de poligàmia, com ara la poligínia, tenen un estatut matrimonial. Molt pocs estats reconeixen legalment alguna forma de poligàmia. No es considera que hi hagi poligàmia quan en la relació no hi ha un vincle establert, sinó relacions sexuals casuals, orgies anònimes, pernoctació, enamoriscaments, prostitució, intercanvi de parella, etc.

## Tipus de poligàmia

### Poligínia i poliàndria
La poligàmia és el terme antropològic que pot ser aplicat tant a la poligínia (un home amb més d'una dona) o poliàndria (una dona amb més d'un home). Històricament s'han trobat ambdues pràctiques, però la poligínia sembla molt més freqüent que la poliàndria. De les 1.170 societats humanes estudiades per Murdoch en el seu Atles etnogràfic, la poligínia se'n practica en 850 (72%). No obstant això, els termes poligínia i poliàndria avui semblen insuficients per descriure relacions contemporànies en què hi ha un nombre igual d'homes i dones. El més famós exemple de poliàndria es dona en el Mahabharata de la cultura hindú, en què els Pandava es casen amb una esposa comuna, Druapadi. Avui això s'observa en la tribu tota de l'Índia, en què algun cop és costum que els germans tinguin una sola esposa. En aquest context, la pràctica intenta mantenir la propietat de la terra dintre de la família. També tribus com la hunza presenten una poliàndria semblant.

### Poliamoria
El terme poliamoria vol dir tenir més d'una relació íntima, simultània, amorosa, sexual (no necessàriament), duradora, amb el ple consentiment i coneixement de tots els amors involucrats. Mentre que qualsevol relació polígama pogués considerar-se poliamorosa, no és pas a l'inrevés, car pot existir una relació poliamorosa entre només dues persones. En altre sentit, el terme poligàmia és usat més sovint per a codificar la forma de relacions múltiples que tenen una base religiosa o tradicional i una normativa preestablerta, mentre que, en la poliamoria, la relació és definida pels seus membres més que per normes culturals o socials.

### Matrimoni grupal
El matrimoni grupal o cercle matrimonial és una forma de matrimoni o de relació en què més d'un home i més d'una dona formen una unitat familiar, i tots els membres del matrimoni comparteixen responsabilitat paternal per a qualsevol dels fills que sorgeixin del vincle. Encara que actualment el matrimoni grupal no es reconeix sota cap jurisdicció, és possible que la legislació que s'obre en alguns països per a vincular persones d'un mateix sexe, pugui arribar a evolucionar en aquest sentit.

## La poligàmia i la religió

### Cristianisme
La societat grecoromana en què es desenvolupà el cristianisme era, almenys formalment, monògama, encara que l'Antic Testament mostrava clarament poligàmia entre els patriarques bíblics. Sant Agustí va donar la legitimitat als patriarques al·ludint certa necessitat reproductiva d'aquells temps, però en el seu moment, i en observança dels costums romans, sostenia la prohibició de tenir més d'una esposa. En l'actualitat, l'Església catòlica condemna clarament la poligàmia en el seu catecisme, assenyalant que és contrària a l'amor conjugal, que és indivisible i exclusiu. Durant la Reforma protestant, Martí Luter va aconsellar Felip de Hesse que encara que, al seu parer, la Bíblia no s'oposava a la poligàmia, procurés mantenir el seu segon matrimoni en discreció per evitar escàndols. Els radicals anabaptistes de Münster practicaven la poligàmia, però amb mínima influència després de la derrota de la rebel·lió Münster el 1535. Altres líders protestants, incloent-hi Joan Calví, van condemnar la poligàmia. Així, la poligàmia no va sobreviure gaire temps en el protestantisme.

### Mormonisme

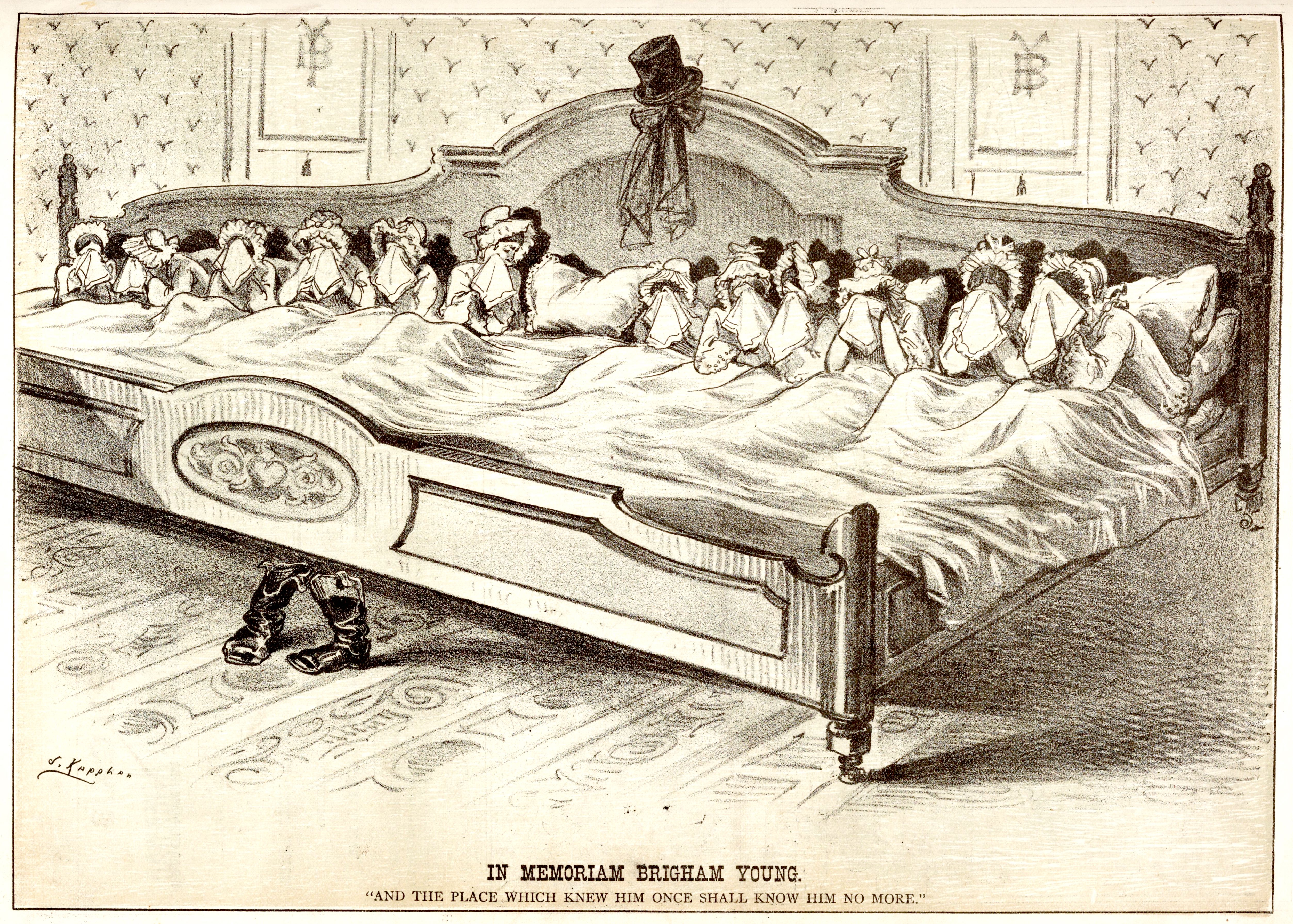
Lament de les dotze vídues de Brigham Young en un diari sobre la poligàmia mormona.

En el seu inici als Estats Units, l'Església de Jesucrist dels sants dels Últims Dies va practicar la poligàmia en forma d'ordenament sagrat. Introduïda per Joseph Smith el 1831 a Kirtland, Ohio, i anunciada per Brigham Young a Utah el 1852, la practicaren només alguns dels seus membres. Cal esmentar que els Sants dels Últims Dies consideraven com a regla general que el matrimoni és sempre "entre un home i una dona", i consideraven el matrimoni grupal —tal com ho practicaven ells i en els temps de l'Antic Testament— com una rara excepció a la regla general. La pràctica de la poligàmia ràpidament va provocar la persecució de l'Església i l'aprovació de lleis contra la poligàmia (el 1862, el Congrés dels Estats Units va considerar il·legal aquesta pràctica al seu territori). Molts membres d'aquesta Església emigraren al Canadà amb la intenció d'establir comunitats lliures de persecució (com per exemple, Seven Persons a Alberta). Per aquest motiu, els seus opositors van assolir detenir la incorporació d'Utah a la federació fins al 1896. Però, l'increment de la persecució contra la poligàmia va produir legislacions que van privar dels seus drets ciutadans els seus seguidors; desincorporaren l'Església i van expropiar els seus béns, fins que l'Església desaconsellà la seva pràctica el 1890.
La prohibició de la poligàmia va provocar una divisió d'aquesta Església en diverses fraccions que han continuat, fins als nostres dies, practicant la poligàmia en l'estat d'Utah i estats veïns, com també entre individus aïllats sense cap afiliació. Aquest tipus de polígams es diuen "mormons fonamentalistes", a pesar de la seva falta d'afiliació amb l'Església principal d'aquesta denominació. La pràctica de la poligàmia en aquest ordre s'estima, avui dia, en unes de 30.000 persones, compresos dintre de 12 fraccions fonamentalistes. La pràctica informal de la poligàmia dintre d'aquests grups presenta diversos aspectes legals interessants. És difícil perseguir legalment els polígams, en part, perquè no es casen formalment davant la llei d'Utah. Sense evidència que els presumptes infractors tinguin múltiples matrimonis, resten solament subjectes a ofenses d'adulteri o cohabitació, les quals no són legalment punibles.

### Judaisme
Encara que la literatura clàssica jueva indica que la poligàmia (del tipus poligínia) és permesa, en el judaisme és rebutjada avui dia. El primer va ser Ashkenazi Jewry, seguit de Rabbenu Gershom. Alguns grups sefardites mantingueren la poligàmia fins fa poc, tot i que l'estat de Palestina-Israel va haver de fer provisions per a famílies polígames després de la seva creació el 1948.

### Islam
La poligàmia musulmana (del tipus poligínia), en la pràctica i en la llei, difereix substancialment al llarg del món islàmic. Mentre que en alguns països musulmans la poligàmia és una pràctica habitual, en molts d'altres és sovint rara o inexistent. Mentre que la poligàmia musulmana es pot trobar principalment en les cultures àrabs tradicionals, com Aràbia Saudita, i a la Unió dels Emirats Àrabs, és extremadament rara o àdhuc prohibida en estats àrabs seculars com el Líban o en països musulmans no àrabs com Turquia i Malàisia. Als països musulmans on es practica la poligàmia hi ha certs principis fonamentals comuns en la majoria d'aquests. D'acord amb la tradició de la llei islàmica, un home pot prendre fins a quatre esposes, però cadascuna d'elles ha de tenir les seves propietats, béns i dot. Usualment, les esposes tenen poc de contacte les unes amb les altres i duen vides separades a les seves pròpies cases, algunes vegades en ciutats diferents, encara que comparteixin un mateix marit. Així, la poligàmia musulmana està tradicionalment restringida a homes rics, i en alguns estats és il·legal per a un home casar-se amb diverses esposes si és incapaç de donar-los una manutenció apropiada. En aquests estats musulmans on la poligàmia és comuna i legal, els musulmans polígams viuen en gran manera obertament davant la resta de la seva societat. L'Islam permet a un home tenir fins a quatre esposes al mateix temps. No obstant això, una dona no pot tenir més d'un home alhora.

### Hinduisme
En l'hinduisme, la poligàmia (del tipus poligínia) va ser practicada des de temps ancestrals. L'hinduisme no prohibeix la poligàmia, però tampoc la fomenta. Històricament, en la pràctica només els reis van ser polígams (p. e., l'emperador Vijanagar, Krishnadevaraya). En l'actualitat, la poligàmia està prohibida per les lleis de l'Índia, especialment entre les provisions relatives al matrimoni hindú. No obstant això, els musulmans de l'Índia tenen permès tenir diverses esposes. A partir d'octubre del 2004, els musulmans i els hindús tenen un tracte diferent en la llei. Han existit intents que proposen una llei marital uniforme que tracti a tots per igual, independent de la religió.

## Altres tradicions

### Àfrica negra
Restringida a la poligínia, ha estat normalment practicada per minories acabalades i classes governants. Tradicionalment, les esposes posseeixen cadascuna el seu habitatge o la seva habitació separada en el recinte comú de la família; en aquesta situació, la primera esposa té preeminència en la casa. És habitual el matrimoni amb una segona esposa en cas que la primera sigui estèril. La poligínia es va estendre extraordinàriament, com a estratègia per a assegurar el relleu generacional, en època de tracta esclavista (segles XV a XIX), a causa de la preferència dels esclavistes pels homes i l'alta mortalitat masculina deguda a les guerres internes. Actualment, la urbanització i cristianització de la major part de l'Àfrica negra estan arraconant la poligínia, que és mal vista en els cercles socials occidentalitzats, així com l'ús d'anticonceptius està restant arguments a la idea que la poligínia sigui una forma d'atorgar reconeixement als fills que de tota manera es tindrien fora del matrimoni.

### Huichol i cora, Mèxic
Els grups ètnics huichol (wirrárica) i cores (nayeri), descendents dels antics txitximeques, habiten aïlladament en les àrees muntanyenques dels estats de Durango, Zacatecas i Jalisco, al territori mexicà. Aquests grups conserven en l'actualitat una tradició de poligínia, que en gran manera ha prevalgut per l'etnocentrisme que els caracteritza. El matrimoni es realitza en edat primerenca, és llavors quan, en general, l'espòs pren la germana o les germanes de l'esposa com a segona o tercera esposa (sorosal). Usualment, habiten en la casa d'algun dels pares fins que en construeixen la pròpia. El divorci és permès.

### Nahues de Veracruz, Mèxic
L'ètnia nahua, que viu a la serralada Zongolica, a l'estat de Veracruz, té per costum la unió lliure o consensual, i en alguns casos el matrimoni se celebra en algun temps posterior. Hi és comuna la poligínia, en què les parts habiten un mateix espai residencial, i els fills són educats com a germans.

### Aborígens nord-americans
Patrícia Albers, directora de l'àrea d'Estudis d'Indígenes Nord-americans de la Universitat de Minneapolis, assenyala que la poligàmia era una pràctica habitual entre les tribus dels amerindis nord-americans. Van existir matrimonis grupals entre els dakota de Minnesota, entre els anishinaabemowin del nord de Wisconsin, els mesquakia de Iowa, i els hochunk. Com també es va practicar entre les tribus xoixoni, paiute, ute i navajo de la zona muntanyenca de l'oest. En les ètnies originàries nord-americanes, la poligàmia no era un signe de subordinació, car les dones tenien una posició igualitària amb els homes, i més aviat tenia un sentit de solidaritat. Les dones tenien igual responsabilitat no solament amb els seus fills sinó també amb els de les seves germanes, per això la pràctica més comuna era la poligàmia sororal, en què les germanes compartien un mateix marit. També era una pràctica comuna, quan en una parella moria l'esposa, que la germana es casés amb l'espòs per protegir els fills que n'hi hagués.

### Àsia central
Abans de la penetració del budisme a la zona, la poligàmia (del tipus poliàndria) va ser comuna al Tibet, Hindu Kush i zones adjacents. Aquesta pràctica estava relacionada amb la societat de tipus matriarcal i el domini femení en la família que imperava originàriament a la zona. Segons certes fonts xineses, els hsiung-nu, avantpassats dels huns, també practicaven la poliàndria. Els huns hagueren de perdre aquesta pràctica aviat, potser en començar la seva migració cap a l'oest en el segle i o II. És probable que, en envair Pèrsia, la poliàndria ja no fos comuna entre ells. Paradoxalment, els huns que van envair Europa d'ençà del segle iv van tornar a practicar la poligàmia, però aquesta vegada de tipus poligínia.

## Legalitat
La legislació en la majoria d'estats occidentals amb influències judeocristianes, no reconeixen el matrimoni polígam. No obstant això, molt pocs d'aquests estats tenen lleis en contra d'estils de vida polígams: simplement rebutgen donar-hi reconeixement. No obstant això, part dels Estats Units encara criminalitza estils de vida polígama per lleis originades en postures antimormòniques, però que avui difícilment es fan complir.

### Bigàmia
Bigàmia és un terme legal que es refereix a quan una persona entra en qualsevol nombre de matrimonis "secundaris" en addició a un que és reconegut legalment. Molts països tenen estatuts específics prohibint la bigàmia, i consideren com a delicte qualsevol matrimoni secundari.

### Divorci múltiple i matrimoni per poligàmia
Una minoria molt petita de famílies polígames usa un sistema de divorcis múltiples i un matrimoni legal. L'espòs es casa amb la primera esposa i ella pren el seu cognom, se'n divorcia i es casa amb la segona, que també pren el seu cognom. Això es repeteix fins que l'espòs s'ha casat i divorciat de totes les esposes, excepte potser de l'última. D'aquesta forma, totes les esposes se senten justificades d'anomenar-se senyora (amb cognom del marit), i encara quan estan legalment divorciades de l'espòs, actuen com si hi estiguessin casades i esperen que les persones del seu voltant les reconeguin així. En el cas de poliàndria, la dona és la que es divorcia consecutivament. Ja que solament una esposa està casada amb l'espòs alhora, no existeix violació de la llei, i així, aquesta família polígama pot comportar la seva relació. Un cas recent en l'estat d'Utah, on l'espòs va pretendre prendre avantatge d'aquest sistema per defraudar al sistema de pensions (vivint encara amb totes les seves esposes) ha repercutit en jurisprudència censurant aquesta pràctica.